# Pommes de terre à la lyonnaise

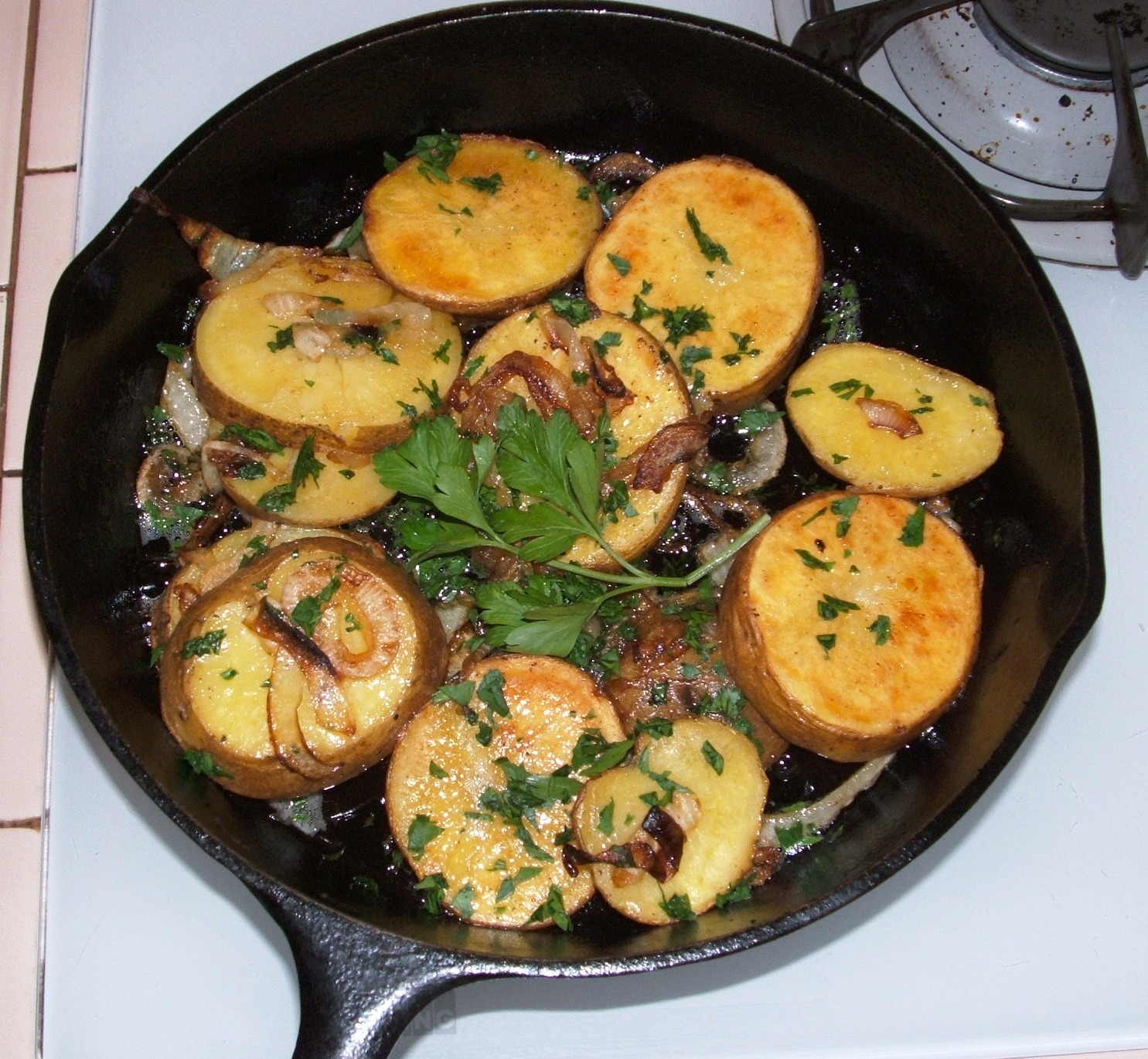
Pommes de terre à la lyonnaise

Les pommes de terre à la lyonnaise, ou pommes lyonnaise, sont un plat  de la cuisine française à base de pommes de terre et nommé par référence à Lyon.
Il s'agit de pommes de terre taillées en tranches et sautées à la poêle avec du beurre, auxquelles on ajoute de l'oignon émincé et doré au beurre et du persil haché. Les pommes de terre peuvent être sautées à cru, ou bien préalablement cuites entières à l'eau.
L'expression « pommes de terre à la lyonnaise » est attestée, au moins depuis 1806, dans Le Cuisinier impérial d’André Viard.
Une préparation « à la lyonnaise » se caractérise par la présence d'une garniture à base d'oignons émincés.